# 松川橋 (福島市松川町)
松川橋（まつかわはし）は、福島県福島市松川町天明根にある福島市内で最古の道路橋である。

## 概要
福島市松川町中心部の南側を流れる水原川の旧河道にかかる石製アーチ橋で、全長は15.4 m、幅員5.6 mである。1885年（明治18年）8月竣工。空石積工法で建設された。桁だけでなく高欄や親柱も石材で作られている。親柱の「松川橋」の揮毫は袂に建つ西光寺の住職によるものと言われている。なお、太鼓橋の形状をアスファルト舗装によってなだらかにさせるよう施工されたため、橋名の一部は路面に埋まった状態になっている。松川町を代表する歴史的建造物であり、市民からは「めがね橋」と呼ばれ親しまれている。毎年10月の松川ちょうちん祭りの時期は有志により橋のライトアップが行われる。現在は福島市道20929号中町下中島線（八丁目通り）を通す。

## 歴史
現在松川橋がかかる地は、奥州街道の宿場町、八丁目宿の南側の入口にあたり、土橋がかかっていた。当地の北、現在の福島市の荒川を渡る信夫橋（2代目。1885年（明治17年）7月竣工）が13連に及ぶめがね橋に架け替えられる事を知った杉内戸長が何度も県庁に出向き、松川橋の石橋での架け替えをひたすら請願し、建設が認められた。工事にあたっては建設費と労働力が地元住民で負担され、石材は浅川村（現在の福島市松川町浅川）で切り出された。8月に竣工し、10月10日に渡橋式（渡り初め）が行われた。
1965年（昭和40年）、水原川の河川改修により河道の付け替えが行われ、旧河道にかかる当橋は役目を終えることになったが、地元の要望により旧河道が農業用水の取水路として残され、松川橋も往時の姿のまま残された。現在はすぐ北側に隣接する天明橋（全長20.6 m、幅員6.5 m）で水原川を渡る。
建設以来奥州街道、後に一級国道4号の橋であったが、松川町市街地をバイパスし、宿場町特有の枡形を解消する新道（現在の福島県道114号福島安達線）が1956年（昭和31年）に開通し、新たな松川橋（全長22 m、幅員10 m）が下流側に架けられた。後に国道4号福島南バイパスが開通し、こちらの松川橋も国道4号としての指定を外れ、現在は更に下流の松陵橋（全長52.4 m、幅員12.8 m×2、1982年（昭和57年）下り線が、1987年（昭和62年）上り線が竣工）で水原川を国道4号が渡る。国道4号の旧々道にあたる市道橋として、この石造りの松川橋は完成から130年を経ているが、現在でも制限重量は13トンであり、大型の路線バスが往来する地域の幹線道路である。
2022年（令和4年）9月に土木学会選奨土木遺産に選ばれた。